# Liste des équipes du Championnat du monde de hockey sur glace 2019
Cette page contient la liste de toutes les équipes et leurs joueurs participant au Championnat du monde de hockey sur glace 2019 en Slovaquie.
Chaque équipe est constituée au minimum de 15 joueurs et 2 gardiens et, au maximum, de 22 joueurs et 3 gardiens.

## Allemagne
Une pré-liste de 27 joueurs est annoncée le 30 avril 2019. La liste finale l'est le 8 mai 2019.
Entraîneur-chef : Toni Söderholm
| No    | Nom                  | Position       | Club                         |
| ----- | -------------------- | -------------- | ---------------------------- |
| +002, | Denis Reul           | Défenseur      | Adler Mannheim               |
| +005, | Korbinian Holzer     | Défenseur      | Ducks d'Anaheim              |
| +011, | Marco Novak          | Défenseur      | Düsseldorfer EG              |
| +015, | Stefan Loibl         | Défenseur      | Straubing Tigers             |
| +019, | Benedikt Schopper    | Défenseur      | Straubing Tigers             |
| +021, | Moritz Seider        | Défenseur      | Adler Mannheim               |
| +022, | Matthias Plachta     | Attaquant      | Adler Mannheim               |
| +028, | Frank Mauer          | Attaquant      | EHC Munich                   |
| +029, | Leon Draisaitl - A   | Attaquant      | Oilers d'Edmonton            |
| +030, | Philipp Grubauer     | Gardien de but | Avalanche du Colorado        |
| +031, | Niklas Treutle       | Gardien de but | Nürnberg Ice Tigers          |
| +035, | Mathias Niederberger | Gardien de but | Düsseldorfer EG              |
| +036, | Yannic Seidenberg    | Défenseur      | EHC Munich                   |
| +041, | Jonas Müller         | Défenseur      | Eisbären Berlin              |
| +042, | Yasin Ehliz          | Attaquant      | EHC Munich                   |
| +043, | Gerrit Fauser        | Attaquant      | Grizzlys Wolfsbourg          |
| +050, | Patrick Hager - A    | Attaquant      | EHC Munich                   |
| +054, | Lean Bergmann        | Attaquant      | Iserlohn Roosters            |
| +058, | Markus Eisenschmid   | Attaquant      | Adler Mannheim               |
| +065, | Marc Michaelis       | Attaquant      | Mavericks de Minnesota State |
| +072, | Dominik Kahun        | Attaquant      | Blackhawks de Chicago        |
| +083, | Leo Pföderl          | Attaquant      | Nürnberg Ice Tigers          |
| +091, | Moritz Müller - C    | Défenseur      | Kölner Haie                  |
| +092, | Marcel Noebels       | Attaquant      | Eisbären Berlin              |
| +095, | Frederik Tiffels     | Attaquant      | Kölner Haie                  |

## Autriche
Une liste de 29 joueurs est annoncée le 29 avril 2019, puis réduite à 26 joueurs le 6 mai 2019.
Entraîneur-chef : Roger Bader
| No    | Nom                     | Position       | Club                     |
| ----- | ----------------------- | -------------- | ------------------------ |
| +003, | Peter Schneider         | Attaquant      | Capitals de Vienne       |
| +005, | Thomas Raffl - C        | Attaquant      | EC Red Bull Salzbourg    |
| +009, | Alexander Rauchenwald   | Attaquant      | EC Red Bull Salzbourg    |
| +012, | Michael Raffl           | Attaquant      | Flyers de Philadelphie   |
| +013, | Patrick Obrist          | Attaquant      | Eishockey Club Kloten    |
| +014, | Patrick Peter           | Défenseur      | Capitals de Vienne       |
| +016, | Dominic Zerger          | Attaquant      | Hockey Club Ambrì-Piotta |
| +017, | Manuel Ganahl - A       | Attaquant      | Lukko                    |
| +021, | Lukas Haudum            | Attaquant      | IK Pantern               |
| +023, | Fabio Hofer             | Attaquant      | Hockey Club Ambrì-Piotta |
| +024, | Steven Strong           | Défenseur      | EC Klagenfurt AC         |
| +027, | Thomas Hundertpfund - A | Attaquant      | EC Klagenfurt AC         |
| +028, | Martin Schumnig         | Défenseur      | EC Klagenfurt AC         |
| +029, | Bernhard Starkbaum      | Gardien de but | Capitals de Vienne       |
| +030, | David Kickert           | Gardien de but | EHC Linz                 |
| +055, | Raphael Wolf            | Défenseur      | Dornbirner EC            |
| +060, | Lukas Herzog            | Gardien de but | EC Red Bull Salzbourg    |
| +063, | Markus Schalcher        | Défenseur      | EC Villacher SV          |
| +090, | Alexander Pallestrang   | Défenseur      | EC Red Bull Salzbourg    |
| +067, | Konstantin Komarek      | Attaquant      | Malmö Redhawks           |
| +089, | Raphael Herburger       | Attaquant      | EC Red Bull Salzbourg    |
| +091, | Dominique Heinrich      | Défenseur      | EC Red Bull Salzbourg    |
| +092, | Clemens Unterweger      | Défenseur      | EC Klagenfurt AC         |
| +094, | Alexander Cijan         | Attaquant      | EC Red Bull Salzbourg    |
| +098, | Benjamin Baumgartner    | Attaquant      | Hockey Club Davos        |

## Canada
Une liste de 22 joueurs est annoncée le 29 avril 2019.
Entraîneur-chef : Alain Vigneault
| No    | Nom                   | Position       | Club                     |
| ----- | --------------------- | -------------- | ------------------------ |
| +004, | Dante Fabbro          | Défenseur      | Predators de Nashville   |
| +005, | Philippe Myers        | Défenseur      | Flyers de Philadelphie   |
| +007, | Sean Couturier - A    | Attaquant      | Flyers de Philadelphie   |
| +010, | Tyson Jost            | Attaquant      | Avalanche du Colorado    |
| +014, | Adam Henrique         | Attaquant      | Ducks d'Anaheim          |
| +016, | Jared McCann          | Attaquant      | Penguins de Pittsburgh   |
| +017, | Dylan Strome          | Attaquant      | Blackhawks de Chicago    |
| +018, | Pierre-Luc Dubois     | Attaquant      | Blue Jackets de Columbus |
| +019, | Kyle Turris - C       | Attaquant      | Predators de Nashville   |
| +021, | Mathieu Joseph        | Attaquant      | Lightning de Tampa Bay   |
| +023, | Sam Reinhart          | Attaquant      | Sabres de Buffalo        |
| +025, | Darnell Nurse         | Défenseur      | Oilers d'Edmonton        |
| +027, | Shea Theodore         | Défenseur      | Golden Knights de Vegas  |
| +028, | Damon Severson        | Défenseur      | Devils du New Jersey     |
| +029, | Mackenzie Blackwood   | Gardien de but | Devils du New Jersey     |
| +030, | Matt Murray           | Gardien de but | Penguins de Pittsburgh   |
| +031, | Carter Hart           | Gardien de but | Flyers de Philadelphie   |
| +039, | Anthony Mantha        | Attaquant      | Red Wings de Détroit     |
| +051, | Troy Stecher          | Défenseur      | Canucks de Vancouver     |
| +059, | Tyler Bertuzzi        | Attaquant      | Red Wings de Détroit     |
| +061, | Mark Stone - A        | Attaquant      | Golden Knights de Vegas  |
| +062, | Brandon Montour       | Défenseur      | Sabres de Buffalo        |
| +071, | Anthony Cirelli       | Attaquant      | Lightning de Tampa Bay   |
| +072, | Thomas Chabot         | Défenseur      | Sénateurs d'Ottawa       |
| +081, | Jonathan Marchessault | Attaquant      | Golden Knights de Vegas  |

## Danemark
Une liste de 29 joueurs est annoncée le 29 avril 2019.
Entraîneur-chef : Heinz Ehlers
| No    | Nom                | Position       | Club                           |
| ----- | ------------------ | -------------- | ------------------------------ |
| +001, | Patrick Galbraith  | Gardien de but | SønderjyskE Ishockey           |
| +002, | Phillip Brugisser  | Défenseur      | Krefeld Pinguine               |
| +006, | Stefan Lassen      | Défenseur      | Almtuna IS                     |
| +009, | Frederik Storm     | Attaquant      | Malmö Redhawks                 |
| +015, | Matias Lassen      | Défenseur      | Malmö Redhawks                 |
| +017, | Nicklas Jensen     | Attaquant      | Jokerit                        |
| +020, | Lars Eller - A     | Attaquant      | Capitals de Washington         |
| +022, | Markus Lauridsen   | Défenseur      | HV 71                          |
| +025, | Oliver Lauridsen   | Défenseur      | Jokerit                        |
| +029, | Morten Madsen - A  | Attaquant      | Timrå IK                       |
| +031, | Simon Nielsen      | Gardien de but | Herning Blue Fox               |
| +032, | Sebastian Dahm     | Gardien de but | Iserlohn Roosters              |
| +033, | Julian Jakobsen    | Attaquant      | AaB Ishockey                   |
| +038, | Morten Poulsen     | Attaquant      | Herning Blue Fox               |
| +040, | Jesper Jensen      | Attaquant      | Skellefteå AIK                 |
| +041, | Jesper Jensen Aabo | Défenseur      | Jokerit                        |
| +047, | Oliver Larsen      | Défenseur      | IK Pantern                     |
| +048, | Nicholas Jensen    | Défenseur      | Fischtown Pinguins Bremerhaven |
| +050, | Mathias Bau        | Attaquant      | Bears de Hershey               |
| +063, | Patrick Russell    | Attaquant      | Condors de Bakersfield         |
| +072, | Nicolai Meyer      | Attaquant      | Södertälje SK                  |
| +075, | Mathias From       | Attaquant      | Skellefteå AIK                 |
| +089, | Mikkel Bødker      | Attaquant      | Sénateurs d'Ottawa             |
| +093, | Peter Regin - C    | Attaquant      | Jokerit                        |
| +095, | Nick Olesen        | Attaquant      | IK Pantern                     |

## États-Unis
Une liste de 23 joueurs est annoncée le 1er mai 2019.
Entraîneur-chef : Jeff Blashill
| No    | Nom                | Position       | Club                     |
| ----- | ------------------ | -------------- | ------------------------ |
| +001, | Cayden Primeau     | Attaquant      | Rocket de Laval          |
| +006, | Jack Hughes        | Attaquant      | US NTDP                  |
| +007, | Zachary Werenski   | Défenseur      | Blue Jackets de Columbus |
| +008, | Adam Fox           | Défenseur      | Crimson d'Harvard        |
| +009, | Jack Eichel        | Attaquant      | Sabres de Buffalo        |
| +010, | Derek Ryan         | Attaquant      | Flames de Calgary        |
| +011, | Luke Kunin         | Attaquant      | Wild du Minnesota        |
| +012, | Alex DeBrincat     | Attaquant      | Blackhawks de Chicago    |
| +013, | John Gaudreau      | Attaquant      | Flames de Calgary        |
| +018, | Chris Kreider      | Attaquant      | Rangers de New York      |
| +019, | Clayton Keller     | Attaquant      | Coyotes de l'Arizona     |
| +020, | Ryan Suter - A     | Défenseur      | Wild du Minnesota        |
| +021, | Dylan Larkin - A   | Attaquant      | Red Wings de Détroit     |
| +025, | James Van Riemsdyk | Attaquant      | Flyers de Philadelphie   |
| +027, | Alec Martinez      | Défenseur      | Kings de Los Angeles     |
| +030, | Thatcher Demko     | Gardien de but | Canucks de Vancouver     |
| +035, | Cory Schneider     | Gardien de but | Devils du New Jersey     |
| +036, | Colin White        | Attaquant      | Sénateurs d'Ottawa       |
| +041, | Luke Glendening    | Attaquant      | Red Wings de Détroit     |
| +043, | Quinton Hughes     | Défenseur      | Canucks de Vancouver     |
| +055, | Noah Hanifin       | Défenseur      | Flames de Calgary        |
| +072, | Frank Vatrano      | Attaquant      | Panthers de la Floride   |
| +076, | Brady Skjei        | Défenseur      | Rangers de New York      |
| +086, | Christian Wolanin  | Défenseur      | Sénateurs d'Ottawa       |
| +088, | Patrick Kane - C   | Attaquant      | Blackhawks de Chicago    |

## Finlande
Une pré-liste de 28 joueurs est annoncée le 27 avril 2019. La liste finale l'est le 5 mai.
Entraîneur-chef : Jukka Jalonen
| No    | Nom                       | Position       | Club                   |
| ----- | ------------------------- | -------------- | ---------------------- |
| +004, | Mikko Lehtonen - A        | Défenseur      | HV 71                  |
| +007, | Oliwer Kaski              | Défenseur      | Pelicans Lahti         |
| +012, | Marko Anttila - C         | Attaquant      | Jokerit                |
| +015, | Arttu Ilomäki             | Attaquant      | Lukko                  |
| +019, | Veli-Matti Savinainen - A | Attaquant      | HC Red Star Kunlun     |
| +020, | Niko Ojamäki              | Attaquant      | Tappara                |
| +021, | Juhani Tyrväinen          | Attaquant      | HIFK                   |
| +024, | Kaapo Kakko               | Attaquant      | TPS                    |
| +025, | Toni Rajala               | Attaquant      | Hockey Club Bienne     |
| +027, | Eetu Luostarinen          | Attaquant      | Kalevan Pallo          |
| +028, | Henri Jokiharju           | Défenseur      | Blackhawks de Chicago  |
| +030, | Kevin Lankinen            | Gardien de but | IceHogs de Rockford    |
| +035, | Veini Vehviläinen         | Gardien de but | Kärpät Oulu            |
| +040, | Petteri Lindbohm          | Défenseur      | Lausanne Hockey Club   |
| +041, | Joel Kiviranta            | Attaquant      | Sport Vaasa            |
| +045, | Jussi Olkinuora           | Gardien de but | Pelicans Lahti         |
| +050, | Miika Koivisto            | Défenseur      | HK Dinamo Moscou       |
| +055, | Atte Ohtamaa              | Défenseur      | Kärpät Oulu            |
| +058, | Jani Hakanpää             | Défenseur      | Kärpät Oulu            |
| +065, | Sakari Manninen           | Attaquant      | Jokerit                |
| +070, | Niko Mikkola              | Défenseur      | Rampage de San Antonio |
| +071, | Kristian Kuusela          | Attaquant      | Tappara                |
| +076, | Jere Sallinen             | Attaquant      | Örebro HK              |
| +082, | Harri Pesonen             | Attaquant      | SCL Tigers             |
| +091, | Juho Lammikko             | Attaquant      | Panthers de la Floride |

## France
Une liste de 25 joueurs est annoncée le 29 avril 2019.
Entraîneur-chef : Philippe Bozon
| No    | Nom                     | Position       | Club                          |
| ----- | ----------------------- | -------------- | ----------------------------- |
| +003, | Jonathan Janil          | Défenseur      | Boxers de Bordeaux            |
| +004, | Antonin Manavian        | Défenseur      | Brûleurs de loups de Grenoble |
| +008, | Hugo Gallet             | Défenseur      | Boxers de Bordeaux            |
| +009, | Damien Fleury - C       | Attaquant      | Brûleurs de loups de Grenoble |
| +012, | Valentin Claireaux - A  | Attaquant      | Sport Vaasa                   |
| +013, | Peter Valier            | Attaquant      | Boxers de Bordeaux            |
| +020, | Eliot Berthon           | Attaquant      | Genève-Servette Hockey Club   |
| +022, | Guillaume Leclerc       | Attaquant      | Brûleurs de loups de Grenoble |
| +025, | Nicolas Ritz            | Attaquant      | Dragons de Rouen              |
| +035, | Henri-Corentin Buysse   | Gardien de but | Gothiques d'Amiens            |
| +037, | Sebastian Ylönen        | Gardien de but | Hormadi Anglet                |
| +038, | Pierre Crinon           | Défenseur      | Rapaces de Gap                |
| +044, | Olivier Dame-Malka      | Défenseur      | Aigles de Nice                |
| +049, | Florian Hardy           | Gardien de but | Ducs d'Angers                 |
| +061, | Cédric Di Dio Balsamo   | Attaquant      | Lions de Lyon                 |
| +062, | Florian Chakiachvili    | Défenseur      | Dragons de Rouen              |
| +063, | Alexandre Texier        | Attaquant      | Blue Jackets de Columbus      |
| +071, | Anthony Guttig          | Attaquant      | Dragons de Rouen              |
| +072, | Jordann Perret          | Attaquant      | HC Pardubice                  |
| +074, | Thomas Thiry            | Défenseur      | Eissportverein Zoug           |
| +077, | Sacha Treille           | Attaquant      | Brûleurs de loups de Grenoble |
| +081, | Anthony Rech            | Attaquant      | Schwenninger Wild Wings       |
| +082, | Charles Bertrand        | Attaquant      | Hockey Club Fribourg-Gottéron |
| +084, | Kévin Hecquefeuille - A | Défenseur      | Scorpions de Mulhouse         |
| +094, | Timothé Bozon           | Attaquant      | Genève-Servette Hockey Club   |

## Grande-Bretagne
Une liste de 25 joueurs est annoncée le 22 avril 2019.
Entraîneur-chef : Peter Russell
| No    | Nom                   | Position       | Club                  |
| ----- | --------------------- | -------------- | --------------------- |
| +001, | Jackson Whistle       | Gardien de but | Sheffield Steelers    |
| +002, | Dallas Ehrhardt       | Défenseur      | Manchester Storm      |
| +004, | Stephen Lee           | Défenseur      | Nottingham Panthers   |
| +005, | Ben Davies            | Attaquant      | Guildford Flames      |
| +007, | Robert Lachowicz      | Attaquant      | Nottingham Panthers   |
| +008, | Matthew Myers         | Attaquant      | Cardiff Devils        |
| +009, | Brett Perlini         | Attaquant      | Nottingham Panthers   |
| +010, | Robert Farmer         | Attaquant      | Nottingham Panthers   |
| +011, | Joseph Lewis          | Attaquant      | ESV Kaufbeuren        |
| +013, | Dave Phillips         | Défenseur      | Sheffield Steelers    |
| +014, | Liam Kirk             | Attaquant      | Petes de Peterborough |
| +017, | Mark Richardson - A   | Défenseur      | Cardiff Devils        |
| +019, | Colin Shields         | Attaquant      | Belfast Giants        |
| +020, | Jonathan Phillips - C | Attaquant      | Sheffield Steelers    |
| +021, | Mike Hammond          | Attaquant      | Manchester Storm      |
| +023, | Paul Swindlehurst     | Défenseur      | Belfast Giants        |
| +026, | Evan Mosey            | Défenseur      | Cardiff Devils        |
| +027, | Luke Ferrara          | Attaquant      | Coventry Blaze        |
| +028, | Ben O'Connor          | Défenseur      | Sheffield Steelers    |
| +030, | Thomas Murdy          | Gardien de but | Cardiff Devils        |
| +033, | Ben Bowns             | Gardien de but | Cardiff Devils        |
| +054, | Tim Billingsley       | Défenseur      | Nottingham Panthers   |
| +074, | Ollie Betteridge      | Attaquant      | Nottingham Panthers   |
| +075, | Robert Dowd - A       | Attaquant      | Sheffield Steelers    |
| +091, | Ben Lake              | Attaquant      | Coventry Blaze        |

## Italie
Une liste de 25 joueurs est annoncée le 1er mai 2019.
Entraîneur-chef : Clayton Beddoes
| No    | Nom                 | Position       | Club                      |
| ----- | ------------------- | -------------- | ------------------------- |
| +001, | Andreas Bernard     | Gardien de but | Adler Mannheim            |
| +035, | Gianluca Vallini    | Gardien de but | EV Bozen 84               |
| +030, | Marco De Filippo    | Gardien de but | Sportivi Ghiaccio Cortina |
| +026, | Armin Helfer - A    | Défenseur      | HC Pustertal-Val Pusteria |
| +009, | Armin Hofer         | Défenseur      | HC Pustertal-Val Pusteria |
| +025, | Stefano Marchetti   | Défenseur      | Hockey Club Bolzano       |
| +006, | Sean McMonagle      | Défenseur      | Frisk Tigers              |
| +012, | Jan Pavlu           | Défenseur      | Heilbronner Falken        |
| +007, | Ivan Tauferer       | Défenseur      | Ritten Sport              |
| +005, | Alex Trivellato - C | Défenseur      | Krefeld Pinguine          |
| +055, | Luca Zanatta        | Défenseur      | Hockey Club Olten         |
| +019, | Raphael Andergassen | Attaquant      | HC Pustertal-Val Pusteria |
| +081, | Anthony Bardaro     | Attaquant      | Asiago Hockey 1935        |
| +046, | Ivan Deluca         | Attaquant      | Hockey Club Bolzano       |
| +003, | Markus Gander       | Attaquant      | HC Pustertal-Val Pusteria |
| +013, | Peter Hochkofler    | Attaquant      | EC Red Bull Salzbourg     |
| +008, | Marco Insam - A     | Attaquant      | Hockey Club Bolzano       |
| +022, | Diego Kostner       | Attaquant      | Hockey Club Ambrì-Piotta  |
| +023, | Simon Kostner       | Attaquant      | Ritten Sport              |
| +063, | Alex Lambacher      | Attaquant      | Heilbronner Falken        |
| +094, | Angelo Miceli       | Attaquant      | Hockey Club Bolzano       |
| +016, | Giovanni Morini     | Attaquant      | Hockey Club Lugano        |
| +047, | Joachim Ramoser     | Attaquant      | ERC Ingolstadt            |
| +091, | Marco Rosa          | Attaquant      | Asiago Hockey 1935        |
| +088, | Tommaso Traversa    | Attaquant      | HC Pustertal-Val Pusteria |

## Lettonie
Une liste de 26 joueurs est annoncée le 30 avril 2019.
Entraîneur-chef : Bob Hartley
| No    | Nom                   | Position       | Club                       |
| ----- | --------------------- | -------------- | -------------------------- |
| +010, | Lauris Dārziņš - C    | Attaquant      | Dinamo Riga                |
| +011, | Kristaps Sotnieks - A | Défenseur      | Dinamo Riga                |
| +012, | Rihards Marenis       | Attaquant      | HK Mogo                    |
| +014, | Rihards Bukarts       | Attaquant      | Schwenninger Wild Wings    |
| +017, | Mārtiņš Dzierkals     | Attaquant      | Dinamo Riga                |
| +018, | Rodrigo Ābols         | Attaquant      | Örebro HK                  |
| +021, | Rūdolfs Balcers       | Attaquant      | Sénateurs d'Ottawa         |
| +023, | Teodors Bļugers       | Attaquant      | Penguins de Pittsburgh     |
| +026, | Uvis Jānis Balinskis  | Défenseur      | Dinamo Riga                |
| +027, | Oskars Cibuļskis      | Défenseur      | Mountfield HK              |
| +029, | Ralfs Freibergs       | Défenseur      | HC Zlín                    |
| +030, | Elvis Merzļikins      | Gardien de but | Blue Jackets de Columbus   |
| +031, | Gustavs Dāvis Grigals | Gardien de but | Nanooks d'Alaska-Fairbanks |
| +032, | Artūrs Kulda          | Défenseur      | Severstal Tcherepovets     |
| +049, | Emīls Ģēģeris         | Attaquant      | Dinamo Riga                |
| +050, | Kristers Gudļevskis   | Gardien de but | Dinamo Riga                |
| +058, | Guntis Galviņš        | Défenseur      | HC Oceláři Třinec          |
| +070, | Miks Indrašis         | Attaquant      | HK Dinamo Moscou           |
| +071, | Roberts Bukarts - A   | Attaquant      | HC Sparta Prague           |
| +072, | Jānis Jaks            | Défenseur      | Yellow Jackets de l'AIC    |
| +077, | Kristaps Zīle         | Défenseur      | Dinamo Riga                |
| +087, | Gints Meija           | Attaquant      | Dinamo Riga                |
| +091, | Ronalds Ķēniņš        | Attaquant      | Lausanne Hockey Club       |
| +095, | Oskars Batņa          | Attaquant      | Dinamo Riga                |
| +096, | Māris Bičevskis       | Attaquant      | Mountfield HK              |

## Norvège
Une liste de 25 joueurs est annoncée le 2 mai 2019.
Entraîneur-chef : Petter Thoresen
| No    | Nom                   | Position       | Club                          |
| ----- | --------------------- | -------------- | ----------------------------- |
| +004, | Johannes Johannesen   | Défenseur      | Stavanger Oilers              |
| +005, | Erlend Lesund         | Défenseur      | Mora IK                       |
| +006, | Jonas Holøs - C       | Défenseur      | Hockey Club Fribourg-Gottéron |
| +008, | Mathias Trettenes     | Attaquant      | Krefeld Pinguine              |
| +010, | Mattias Nørstebø      | Défenseur      | Frölunda HC                   |
| +013, | Sondre Olden          | Attaquant      | Capitals de Vienne            |
| +015, | Tommy Kristiansen     | Attaquant      | Sparta Warriors               |
| +017, | Stefan Espeland       | Défenseur      | Vålerenga ishockey            |
| +018, | Tobias Lindström      | Attaquant      | Vålerenga ishockey            |
| +021, | Christian Bull        | Défenseur      | Storhamar Dragons             |
| +022, | Martin Røymark        | Attaquant      | Vålerenga ishockey            |
| +026, | Kristian Forsberg     | Attaquant      | Stavanger Oilers              |
| +027, | Andreas Martinsen     | Attaquant      | Blackhawks de Chicago         |
| +028, | Niklas Roest          | Attaquant      | Sparta Warriors               |
| +031, | Jonas Arntzen         | Gardien de but | Leksands IF                   |
| +033, | Henrik Haukeland      | Gardien de but | TPS                           |
| +038, | Henrik Holm           | Gardien de but | Stavanger Oilers              |
| +041, | Patrick Thoresen - A  | Attaquant      | Storhamar Dragons             |
| +046, | Mathis Olimb - A      | Attaquant      | Skellefteå AIK                |
| +047, | Alexander Bonsaksen   | Défenseur      | KooKoo Kouvola                |
| +049, | Christian Kåsastul    | Défenseur      | Frisk Tigers                  |
| +051, | Mats Rosseli Olsen    | Attaquant      | Frölunda HC                   |
| +061, | Alexander Reichenberg | Attaquant      | Färjestad BK                  |
| +085, | Michael Haga          | Attaquant      | Mora IK                       |
| +093, | Thomas Valkvæ Olsen   | Attaquant      | Leksands IF                   |

## République tchèque
Une pré-liste de 36 joueurs est annoncée le 28 avril 2019, puis ramenée à 25 joueurs le 5 mai 2019.
Entraîneur-chef : Miloš Říha
| No    | Nom                | Position       | Club                     |
| ----- | ------------------ | -------------- | ------------------------ |
| +003, | Radko Gudas - A    | Défenseur      | Flyers de Philadelphie   |
| +006, | David Musil        | Défenseur      | HC Oceláři Třinec        |
| +009, | David Sklenička    | Défenseur      | Rocket de Laval          |
| +011, | Michal Moravčík    | Défenseur      | HC Škoda Plzeň           |
| +012, | Dominik Simon      | Attaquant      | Penguins de Pittsburgh   |
| +013, | Jakub Vrána        | Attaquant      | Capitals de Washington   |
| +017, | Filip Hronek       | Défenseur      | Red Wings de Détroit     |
| +018, | Dominik Kubalík    | Attaquant      | Hockey Club Ambrì-Piotta |
| +020, | Hynek Zohorna      | Attaquant      | Amour Khabarovsk         |
| +023, | Dmitrij Jaškin     | Attaquant      | Capitals de Washington   |
| +024, | Petr Zámorský      | Défenseur      | Mountfield HK            |
| +026, | Michal Řepík       | Attaquant      | HC Slovan Bratislava     |
| +029, | Jan Kolář          | Défenseur      | Amour Khabarovsk         |
| +030, | Šimon Hrubec       | Gardien de but | HC Oceláři Třinec        |
| +032, | Patrik Bartošák    | Gardien de but | HC Vítkovice             |
| +033, | Pavel Francouz     | Gardien de but | Avalanche du Colorado    |
| +043, | Jan Kovář          | Attaquant      | HC Škoda Plzeň           |
| +044, | Jan Rutta          | Défenseur      | Lightning de Tampa Bay   |
| +067, | Michael Frolík - A | Attaquant      | Flames de Calgary        |
| +072, | Filip Chytil       | Attaquant      | Rangers de New York      |
| +077, | Milan Gulaš        | Attaquant      | HC Škoda Plzeň           |
| +079, | Tomáš Zohorna      | Attaquant      | Amour Khabarovsk         |
| +081, | Ondřej Palát       | Attaquant      | Lightning de Tampa Bay   |
| +093, | Jakub Voráček - C  | Attaquant      | Flyers de Philadelphie   |
| +094, | Radek Faksa        | Attaquant      | Stars de Dallas          |

## Russie
Une liste de 30 joueurs est annoncée le 29 avril 2019, puis réduite à 27 le 8 mai 2019.
Entraîneur-chef : Ilia Vorobiov
| No    | Nom                      | Position       | Club                     |
| ----- | ------------------------ | -------------- | ------------------------ |
| +002, | Artiom Zoub              | Défenseur      | SKA Saint-Pétersbourg    |
| +003, | Dinar Khafizoulline      | Défenseur      | SKA Saint-Pétersbourg    |
| +004, | Vladislav Gavrikov       | Défenseur      | Blue Jackets de Columbus |
| +007, | Ivan Teleguine           | Attaquant      | HK CSKA Moscou           |
| +008, | Aleksandr Ovetchkine - A | Attaquant      | Capitals de Washington   |
| +009, | Dmitri Orlov             | Défenseur      | Capitals de Washington   |
| +011, | Ievgueni Malkine - A     | Attaquant      | Penguins de Pittsburgh   |
| +013, | Sergueï Andronov         | Attaquant      | HK CSKA Moscou           |
| +015, | Artiom Anissimov         | Attaquant      | Blackhawks de Chicago    |
| +016, | Sergueï Plotnikov        | Attaquant      | SKA Saint-Pétersbourg    |
| +022, | Nikita Zaïtsev           | Défenseur      | Maple Leafs de Toronto   |
| +025, | Mikhaïl Grigorenko       | Attaquant      | HK CSKA Moscou           |
| +031, | Ilia Sorokine            | Gardien de but | HK CSKA Moscou           |
| +040, | Aleksandr Gueorguiev     | Gardien de but | Rangers de New York      |
| +061, | Nikita Zadorov           | Défenseur      | Avalanche du Colorado    |
| +063, | Ievgueni Dadonov         | Attaquant      | Panthers de la Floride   |
| +071, | Ilia Kovaltchouk - C     | Attaquant      | Kings de Los Angeles     |
| +077, | Kirill Kaprizov          | Attaquant      | HK CSKA Moscou           |
| +086, | Nikita Koutcherov        | Attaquant      | Lightning de Tampa Bay   |
| +088, | Andreï Vassilevski       | Gardien de but | Lightning de Tampa Bay   |
| +089, | Nikita Nesterov          | Défenseur      | HK CSKA Moscou           |
| +092, | Ievgueni Kouznetsov      | Attaquant      | Capitals de Washington   |
| +094, | Aleksandr Barabanov      | Attaquant      | SKA Saint-Pétersbourg    |
| +097, | Nikita Goussev           | Attaquant      | SKA Saint-Pétersbourg    |
| +098, | Mikhaïl Sergatchiov      | Défenseur      | Lightning de Tampa Bay   |

## Slovaquie
Une liste de 27 joueurs est annoncée le 3 mai 2019. La liste finale l'est le 8 mai 2019.
Entraîneur-chef : Craig Ramsay
| No    | Nom               | Position       | Club                          |
| ----- | ----------------- | -------------- | ----------------------------- |
| +001, | Marek Čiliak      | Gardien de but | HC Kometa Brno                |
| +002, | Andrej Sekera - C | Défenseur      | Oilers d'Edmonton             |
| +006, | Martin Fehérváry  | Défenseur      | HV 71                         |
| +012, | Dávid Bondra      | Attaquant      | HK ŠKP Poprad                 |
| +013, | Michal Krištof    | Attaquant      | Kärpät Oulu                   |
| +014, | Richard Pánik     | Attaquant      | Coyotes de l'Arizona          |
| +016, | Róbert Lántoši    | Attaquant      | HK Nitra                      |
| +017, | Dávid Buc         | Attaquant      | HC Slovan Bratislava          |
| +019, | Matúš Sukeľ       | Attaquant      | HC Slovan Bratislava          |
| +023, | Adam Liška        | Attaquant      | HC Slovan Bratislava          |
| +024, | Tomáš Zigo        | Attaquant      | HC´05 iClinic Banská Bystrica |
| +027, | Ladislav Nagy - A | Attaquant      | HC Košice                     |
| +028, | Marian Studenič   | Attaquant      | Devils de Binghamton          |
| +030, | Denis Godla       | Gardien de but | Kalevan Pallo                 |
| +042, | Patrik Rybár      | Gardien de but | Griffins de Grand Rapids      |
| +047, | Mário Lunter      | Attaquant      | HC´05 iClinic Banská Bystrica |
| +052, | Martin Marinčin   | Défenseur      | Maple Leafs de Toronto        |
| +056, | Marko Daňo        | Attaquant      | Moose du Manitoba             |
| +064, | Patrik Koch       | Défenseur      | HC Košice                     |
| +065, | Michal Čajkovský  | Défenseur      | HK Dinamo Moscou              |
| +071, | Marek Ďaloga      | Défenseur      | Mora IK                       |
| +079, | Libor Hudáček     | Attaquant      | HC Bílí Tygři Liberec         |
| +081, | Erik Černák       | Défenseur      | Lightning de Tampa Bay        |
| +083, | Christián Jaroš   | Défenseur      | Sénateurs d'Ottawa            |
| +090, | Tomáš Tatar - A   | Attaquant      | Canadiens de Montréal         |

## Suède
Une pré-liste de 18 joueurs est annoncée le 30 avril 2019. La liste finale l'est le 6 mai 2019.
Entraîneur-chef : Rikard Grönborg
| No    | Nom                      | Position       | Club                     |
| ----- | ------------------------ | -------------- | ------------------------ |
| +001, | Jhonas Enroth            | Gardien de but | Örebro HK                |
| +003, | John Klingberg           | Défenseur      | Stars de Dallas          |
| +006, | Adam Larsson             | Défenseur      | Oilers d'Edmonton        |
| +008, | Robert Hägg              | Défenseur      | Flyers de Philadelphie   |
| +009, | Adrian Kempe             | Attaquant      | Kings de Los Angeles     |
| +010, | Alexander Wennberg       | Attaquant      | Blue Jackets de Columbus |
| +014, | Mattias Ekholm - A       | Défenseur      | Predators de Nashville   |
| +016, | Marcus Krüger            | Attaquant      | Blackhawks de Chicago    |
| +018, | Marcus Pettersson        | Défenseur      | Penguins de Pittsburgh   |
| +021, | Loui Eriksson            | Attaquant      | Canucks de Vancouver     |
| +023, | Oliver Ekman-Larsson - C | Défenseur      | Coyotes de l'Arizona     |
| +025, | Jacob Markström          | Gardien de but | Canucks de Vancouver     |
| +028, | Elias Lindholm           | Attaquant      | Flames de Calgary        |
| +029, | Mario Kempe              | Attaquant      | Coyotes de l'Arizona     |
| +030, | Henrik Lundqvist         | Gardien de but | Rangers de New York      |
| +032, | Oskar Lindblom           | Attaquant      | Flyers de Philadelphie   |
| +040, | Elias Pettersson         | Attaquant      | Canucks de Vancouver     |
| +052, | Philip Holm              | Défenseur      | Torpedo Nijni Novgorod   |
| +056, | Erik Gustafsson          | Défenseur      | Blackhawks de Chicago    |
| +058, | Anton Lander             | Attaquant      | Ak Bars Kazan            |
| +063, | Jesper Bratt             | Attaquant      | Devils du New Jersey     |
| +070, | Dennis Rasmussen         | Attaquant      | Metallourg Magnitogorsk  |
| +072, | Patric Hörnqvist - A     | Attaquant      | Penguins de Pittsburgh   |
| +088, | William Nylander         | Attaquant      | Maple Leafs de Toronto   |
| +092, | Gabriel Landeskog        | Attaquant      | Avalanche du Colorado    |

## Suisse
Une pré-liste de 29 joueurs est annoncée le 28 avril 2019. Elle est réduite à 25 joueurs le 4 mai 2019.
Entraîneur-chef : Patrick Fischer
| No    | Nom                | Position       | Club                          |
| ----- | ------------------ | -------------- | ----------------------------- |
| +006, | Yannick Weber      | Défenseur      | Predators de Nashville        |
| +008, | Vincent Praplan    | Attaquant      | Thunderbirds de Springfield   |
| +010, | Andres Ambühl      | Attaquant      | Hockey Club Davos             |
| +013, | Nico Hischier      | Attaquant      | Devils du New Jersey          |
| +015, | Gregory Hofmann    | Attaquant      | Hockey Club Lugano            |
| +016, | Raphael Diaz - C   | Défenseur      | Eissportverein Zoug           |
| +020, | Reto Berra         | Gardien de but | Hockey Club Fribourg-Gottéron |
| +021, | Kevin Fiala        | Attaquant      | Wild du Minnesota             |
| +022, | Nino Niederreiter  | Attaquant      | Hurricanes de la Caroline     |
| +023, | Philipp Kurashev   | Attaquant      | Remparts de Québec            |
| +029, | Robert Mayer       | Gardien de but | Genève-Servette Hockey Club   |
| +038, | Lukas Frick        | Défenseur      | Lausanne Hockey Club          |
| +045, | Michael Fora       | Défenseur      | Hockey Club Ambrì-Piotta      |
| +046, | Noah Rod           | Défenseur      | Genève-Servette Hockey Club   |
| +055, | Romain Loeffel     | Défenseur      | Hockey Club Lugano            |
| +060, | Tristan Scherwey   | Attaquant      | Club des patineurs de Berne   |
| +063, | Leonardo Genoni    | Gardien de but | Eissportverein Zoug           |
| +064, | Christoph Bertschy | Attaquant      | Lausanne Hockey Club          |
| +076, | Joël Genazzi       | Défenseur      | Lausanne Hockey Club          |
| +082, | Simon Moser - A    | Attaquant      | Club des patineurs de Berne   |
| +085, | Sven Andrighetto   | Attaquant      | Avalanche du Colorado         |
| +086, | Janis Jérôme Moser | Défenseur      | Hockey Club Bienne            |
| +090, | Roman Josi - A     | Défenseur      | Predators de Nashville        |
| +092, | Gaëtan Haas        | Attaquant      | Club des patineurs de Berne   |
| +093, | Lino Martschini    | Attaquant      | Eissportverein Zoug           |